# HDBaseT

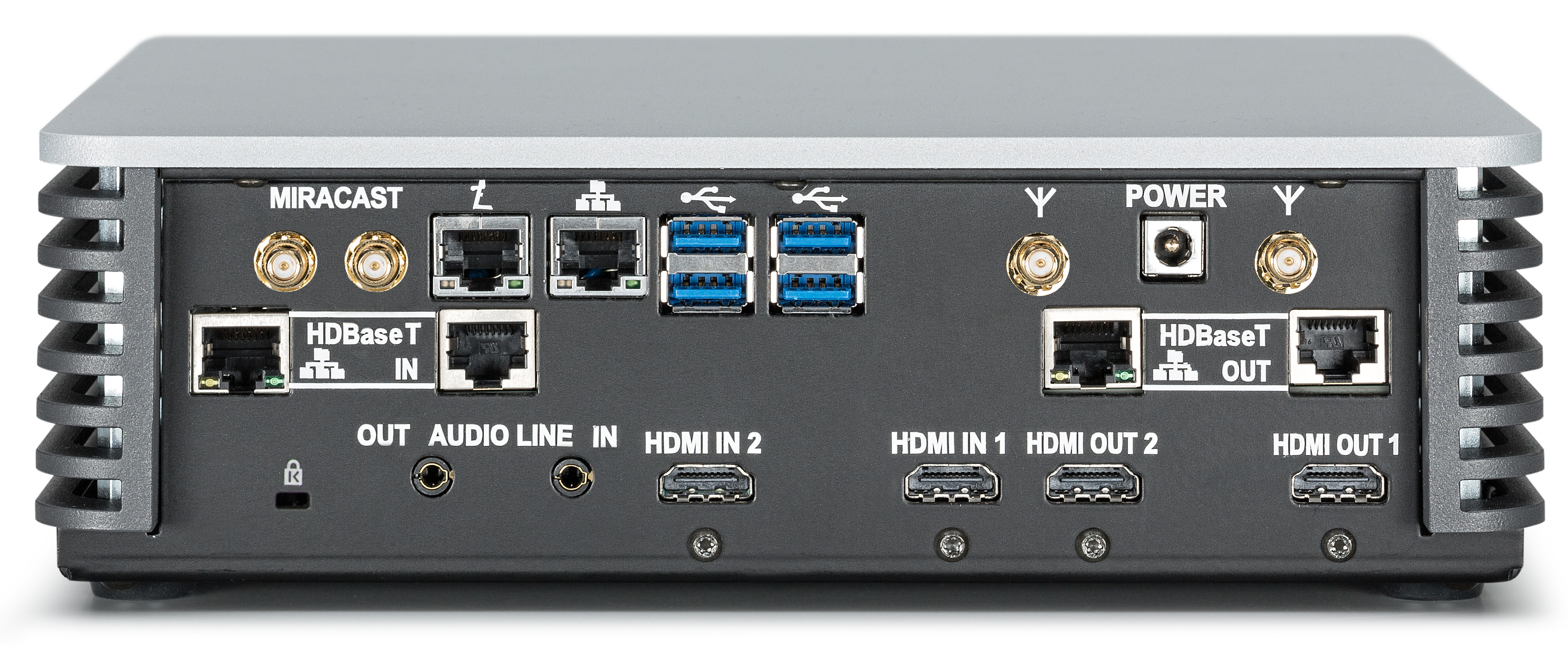
WolfVision Cynap (with HDBaseT)

HDBaseT je globální standard, který podporuje přenos audio-video dat s ultra vysokým rozlišením, ethernetu, USB a dalších řídicích signálů a výkon 100 W přes jeden kroucený dvoulinkový kabel kategorie CAT5E nebo lepší na vzdálenost 100 metrů. Tato technologie je podporovaná a vyvinutá aliancí HDBaseT Aliance a je určena pro domácí i komerční použití.

## Historie
HDBaseT původně byl vytvořen izraelskou společností Valens Semiconductor, která byla založena v 2006. Podnik se zabývá výrobou mikročipů, které umožňují kvalitní přenos zvuku a videa v domácím síťovém prostředí. Po 2 letech společnost oznámila vytvoření prvního systému, který přijímá nekomprimované HD video, zvuk a internet přes jediný ethernetový kabel. V roce 2010 na podporu tohoto projektu byla vytvořena HDBaseT Aliance, kde účastníky jsou Valens, Samsung Electronics, Sony Pictures a LG Electronics. V současné době aliance obsahuje více než 200 členy.

#### Specifikace 1.0
Taky v roce 2010 byla dokončená Specifikace HDBaseT 1.0. První verze obsahuje svou sadu funkcí 5Play™: konvergence nekomprimovaného full HD, 3D a 2Kx4K digitálního videa, zvuku, 100BaseT Ethernet, napájení přes kabel a různých řídicích signálů, ale nepodporuje USB, jako následující verze.

#### Specifikace 2.0
Specifikace HDBaseT 2.0 je k dispozici od srpna 2013, kde hlavní funkce 5Play™ zůstává stejná. Vývojáři spustili možnost síťování, přepínání a schopnosti řídicích bodů fyzickým vrstvám a vrstvám datových spojů dostupných v původní sadě specifikací. Nová verze definuje point-to-multipoint konektivitu a podporuje multi-streaming, 4K Ultra-High-Definition (UHD), 4K Digital Cinema Initiatives (DCI) a taky podporuje USB 2.0 s aktivní přenosovou rychlostí 127 Mb/s.

#### Specifikace 3.0
HDBaseT Alliance v roce 2019 vydala specifikaci 3.0, která obsahuje šířku pásma 16 Gb/s přes kabel jedné kategorie, umožňující distribuci plně nekomprimovaného 4K@60Hz 4:4:4. Specifikace poskytuje výrazné zvýšení datové rychlosti USB 2.0 a 1Gb Ethernetu.

## 5Play™
5Play™ je termín, který se vztahuje k 5 klíčovým funkcím HDBaseT: nekomprimované Full HD digitální video a zvuk, 100BaseT Ethernet, napájení a řada různých řídicích signálů v jediném kabelu.

### Nekomprimované HD Video
Technologie HDBaseT poskytuje nekomprimovaný přenos Full HD/3D a 2K/4K 60Hz 4:4:4 videa s nulovou latencí. Standard by měl podporovat všechny hlavní funkce rozhraní HDMI 1.4, včetně Deep Color (12bitová hloubka barev), HDMI 2.0 (ITU-R BT.2020 Color Space) a HDCP 2.3

### Zvuk
Zvuk je součástí videa a stejně se přenáší přes konektor HDMI. To zahrnuje 32 kanálů 24bitového 192 kHz zvuku s vysokým rozlišením buď komprimovaného nebo nekomprimovaného, nebo 2kanálového zvuku se vzorkovací frekvencí 1536 kHz.

### 100 BaseT Ethernet
HDBaseT specifikace 1.0 a 2.0 podporuje rychlost Ethernetu do 100 Mb/s a specifikace 3.0 zvyšuje tuto schopnost do 1G Ethernetu, což umožnuje připojení televizoru, počítačů a dalších zařízení.

### Ovládání
Důležitou vlastností HDBaseT je možnost užívání CEC (Consumer Electronic Control), který ovládá základní funkce: zapnutí, vypnutí a přehrávání/zastavení stisknutím tlačítka. Taky technologie podporuje užívání RS-232 a IR, které ovládají vzdálené zařízení. Specifikace 2.0 představil možnost použití USB 2.0 (signály klávesnice, videa a myši, dotykové displeje a diskové jednotky).

### Napájení přes kabel
HDBaseT využívá variaci Power over HDBaseT (PoH), který je založen na standardu IEEE 802.3at (Power over Ethernet – PoE). Technologie umožnuje přenos do 100 W přes ethernetový kabel.

## HDBaseT lite

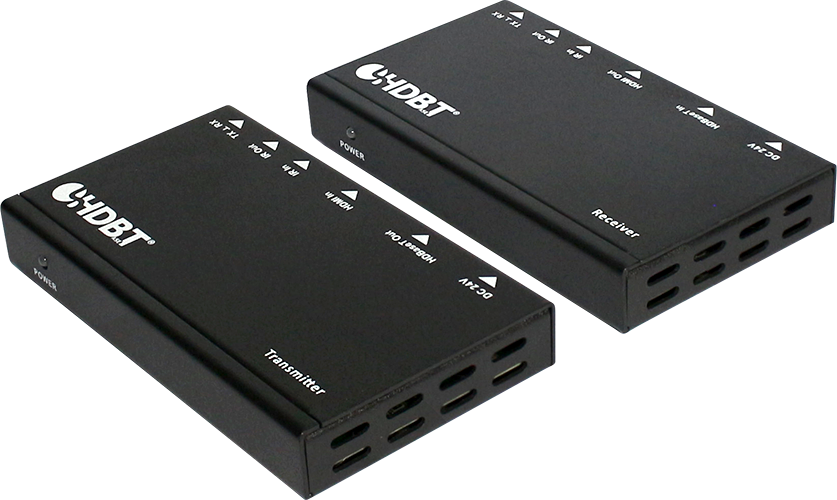
HDBaseT-Lite Technology HDMI Extender Receiver

HDBaseT lite je verze s omezenou funkcí 5Play™, která využívá technologii redukované čipové sady, která stále současně přenáší nekomprimované HD video, audio a řídicí signály, ale neobsahuje Ethernet ani napájecí kabel. HDBaseT Lite navíc přenáší tyto signály na zkrácenou vzdálenost 70 metrů.